# ロマンス・ディゾンツォ
ロマンス・ディゾンツォ（伊: Romans d'Isonzo）は、イタリア共和国フリウリ＝ヴェネツィア・ジュリア州ゴリツィア県にある、人口約3,600人の基礎自治体（コムーネ）。

## 名称
標準イタリア語以外の言語では以下の名を持つ。
- フリウリ語: Romans dal Lusinç [5]
- フリウリ語ゴリツィア方言 (it) : Romans [5]
- スロベニア語: Romanž na Soči

## 地理

### 位置・広がり
ゴリツィア県北西部に位置し、フリウーリ地方に含まれる町である。県都ゴリツィアからは南西に約15km、ウーディネからは南東に約26km、パルマノーヴァからは東へ11kmの距離に位置する
。
トッレ川を越えるとウーディネ県に入る。

#### 隣接コムーネ
隣接するコムーネは以下の通り。括弧内のUDはウーディネ県所属を示す。
- メデーア - 北
- マリアーノ・デル・フリウーリ - 北東
- グラディスカ・ディゾンツォ - 東
- ヴィッレッセ - 南
- カンポロンゴ・タポリアーノ (UD) - 西
- サン・ヴィート・アル・トッレ (UD) - 北西

### 地勢
コムーネの西をトッレ川 (Torre (river)) ・イウドリオ川 (it:Judrio) が流れている。地勢は平坦である。

### 気候分類・地震分類
ロマンス・ディゾンツォにおけるイタリアの気候分類 (it) および度日は、zona E, 2241 GGである。
また、イタリアの地震リスク階級 (it) では、zona 3 (sismicità bassa) に分類される。

### 主な集落
ロマンス・ディゾンツォには3つの集落がある。ロマンス・ディゾンツォの本村（Romans d'Isonzo）はコムーネ南部にある。グラディスカ・ディゾンツォとパルマノーヴァを結ぶ古代の駅伝路に発達し、16世紀には市壁が築かれた。本村の西北にヴェルサ（Versa）、北東にフラッタ（Fratta）がある。
また、本村の南にはヴィッレッセが所在する。グラディスカとパルマノーヴァを結ぶ国道252号線  (it:Strada statale 252 di Palmanova) は、ロマンス本村とヴェルサを通過している。

## 歴史

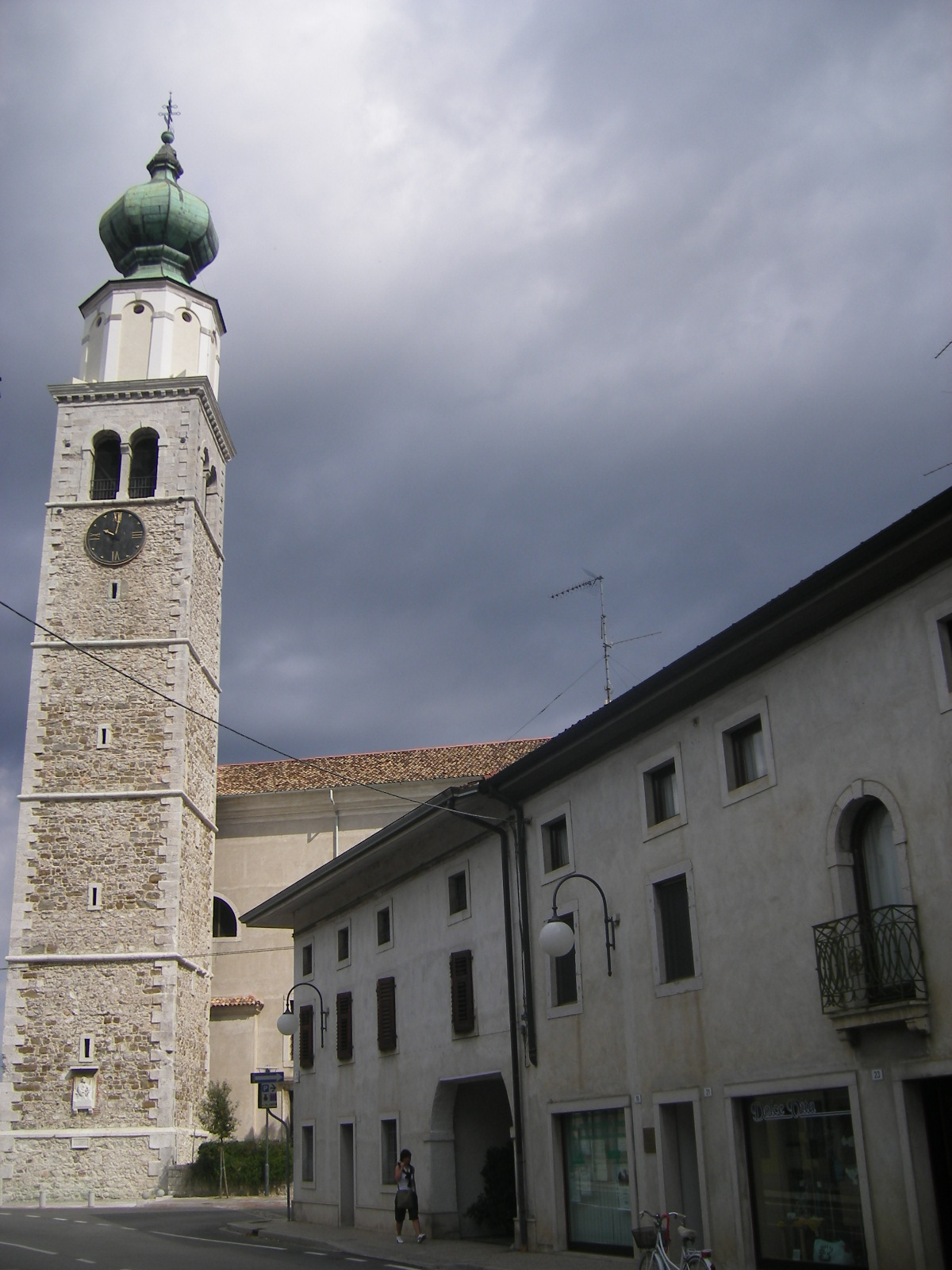
教会

### 先史・古代
ロマンスの地には先史時代の遺跡があり、古い時代から人々が暮らしていたことが窺える。 1986年に San Zorç で見つかった墓地（ネクロポリス）の遺跡は、ランゴバルド人が残したものとして最大級の規模を持つ。
その後この地域はフリウリ公国 (Duchy of Friuli) を経て、アクイレイアの勢力下に入った。

### 中世
中世にはゴリツィア伯国 (County of Görz) の支配下に置かれた。トスカーナ伯がアクイレイア総大司教に対して Latina、Raccogliano および Pradigoi の3ヶ村を寄進した1170年2月2日付の書類が、この町について記された最古の記録である。この記録に記された Raccogliano、 Pradigoi の地名はスラブ語に由来するものであり、西暦1000年頃にこの地域にスロベニア人が入植したことを示している。
1326年、Rosazzo修道院への寄進状では、"Mansio di Romans"の名で記されている。それによれば、教会を中心に要塞化した"centa"と呼ばれる集落があった。15世紀後半、1472年・1477年および1499年（この年の侵入が最も苛烈なものであった）にはトルコ人の侵入を受けるが、この地域の住民たちは"centa"と教会に籠城して身を守った。

### 近代・現代
1500年、ゴリツィア伯レオナルドが没し、その称号と領地はハプスブルク家のものとなった。以後、ハプスブルク家とヴェネツィア共和国との間に領土の争奪が繰り広げられることとなった。1615年から1617年にかけてのグラディスカ戦争中、ロマンスでは激しい戦闘が行われた。
ナポレオン戦争中にはフランス軍による略奪を受けた。1797年3月21日、おそらく革命の理想に影響を受けた「フラッタの人民」（il popolo di Fratta）が蜂起している。フランスによる統治の時代、3つの集落は"Dipartimento di Passariano" の一部であった。
第三次イタリア独立戦争 (it:Terza guerra di indipendenza italiana) 中の1866年7月26日、ヴェルサで戦闘が行われたが、この地域は依然オーストリア・ハンガリー帝国の統治下にとどまった。19世紀の終わりには、ほかのフリウリ地方と同様、多くの人々がアメリカ合衆国へと移民していった。
第一次世界大戦中の1915年5月25日、イタリア軍がロマンスを占領した。戦後の1919年、この地域は正式にイタリアに編入された。

## 社会

### 経済・産業
この町では、手工業と産業が盛んに行われている。

### 人口

#### 居住地区別人口
国立統計研究所（ISTAT）は居住地区（Località abitata）別の人口として以下を掲げている。統計は2001年時点。
| 地区名            | 標高  | 人口  | 備考 |
| ----------------- | ----- | ----- | ---- |
| ROMANS D'ISONZO   | 16/31 | 3,604 |      |
| FRATTA            | 27    | 100   |      |
| ROMANS D'ISONZO * | 23    | 3,077 |      |
| VERSA             | 25    | 346   |      |
| Case Sparse       | -     | 81    |      |

ISTATは人口統計上、家屋密度の高い centro abitato （居住の中心地区）、密度の低い nucleo abitato （居住の核となる地区）、まとまった居住地区を形成していない case sparse （散在家屋）の区分を用いている。上の表で地名がすべて大文字で示されているものが centro abitato である。「*」印が付されているのは、コムーネの役場・役所 la casa comunale の置かれている地区である。

## 姉妹都市
- シェンペテル＝ヴロトイバ、 スロベニア
1986年締結
- シーフリング・アム・ヴェルターゼー（イタリア語版）、　オーストリア
2001年締結

## 交通

### 道路
高速道路
- RA17  (it:Raccordo autostradale RA17)

国道
- SS252  (it:Strada statale 252 di Palmanova)